# Astrosansonia dautzenbergi
Astrosansonia dautzenbergi is een slakkensoort uit de familie van de Pickworthiidae. De wetenschappelijke naam van de soort is voor het eerst geldig gepubliceerd in 1917 door Arthur Bavay. Ze is genoemd naar de Belgische malacoloog Philippe Dautzenberg.
Bavay, die enkel beschikte over schelpen, rekende de soort tot het geslacht Liotia vanwege de vorm van de schelp. Le Renard en Bouchet, die recenter materiaal waaronder levende exemplaren ter beschikking hadden, brachten de soort in 2003 onder in een nieuw geslacht Astrosansonia.
A. dautzenbergi is een soort die voorkomt in Polynesië. De typelocatie is Wallis. Ze wordt aangetroffen in zand onder koraal bij de Genootschapseilanden en de atollen van de Tuamotu-archipel. Het is de kleinste gekende soort uit Polynesië; de schelp is 0,8 tot 1,1 mm groot en zandkleurig.